# 6089 Ідзумі
6089 Ідзумі (6089 Izumi) — астероїд головного поясу, відкритий 5 січня 1989 року.
Тіссеранів параметр щодо Юпітера — 3,665.